# Gran Córdoba
Se denomina Gran Córdoba a la conurbación de la ciudad Córdoba, Argentina, con localidades del departamento Colón. El área de mayor desarrollo es la ladera oriental de las Sierras Chicas, donde se encuentran las localidades de Villa Alende, La Calera, Río Ceballos, Salsipuedes, Unquillo, Mendiolaza, Saldán, Agua de Oro y El Manzano.
No debe confundirse con el Área Metropolitana Córdoba, el cual abarca el Gran Córdoba más otras zonas rurales y urbanas contiguas.
En un estudio de vulnerabilidad social realizado en 2017 se identificó una estructura social de anillos concéntricos y arcos, situados estos en el noroeste.
La siguiente es una tabla que muestra el desarrollo demográfico de las últimas décadas en los poblados del corredor de Sierras Chicas, los primeros en verse fusionados a la ciudad de Córdoba, donde se aprecia el significativo aumento de la población.
| Evolución demográfica de la región Sierras Chicas, del Gran Córdoba | Evolución demográfica de la región Sierras Chicas, del Gran Córdoba | Evolución demográfica de la región Sierras Chicas, del Gran Córdoba | Evolución demográfica de la región Sierras Chicas, del Gran Córdoba | Evolución demográfica de la región Sierras Chicas, del Gran Córdoba | Evolución demográfica de la región Sierras Chicas, del Gran Córdoba | Evolución demográfica de la región Sierras Chicas, del Gran Córdoba | Evolución demográfica de la región Sierras Chicas, del Gran Córdoba | Evolución demográfica de la región Sierras Chicas, del Gran Córdoba |
| Componente                                                          | Departamento                                                        | Censo 2010                                                          | Censo 2008                                                          | Censo 2001                                                          | Censo 1991                                                          | Censo 1980                                                          | Censo 1970                                                          | Censo 1960                                                          |
| ------------------------------------------------------------------- | ------------------------------------------------------------------- | ------------------------------------------------------------------- | ------------------------------------------------------------------- | ------------------------------------------------------------------- | ------------------------------------------------------------------- | ------------------------------------------------------------------- | ------------------------------------------------------------------- | ------------------------------------------------------------------- |
| Córdoba                                                             | Capital                                                             | 1.329.604                                                           | 1.307.427                                                           | 1.284.582                                                           | 1.157.507                                                           | 970.024                                                             | 781.565                                                             | 586.015                                                             |
| La Calera                                                           | Colón                                                               | 31.972                                                              | 30.561                                                              | 24.796                                                              |                                                                     |                                                                     |                                                                     |                                                                     |
| La Calera                                                           | Colón                                                               | -                                                                   | -                                                                   | 21.946                                                              |                                                                     |                                                                     |                                                                     |                                                                     |
| Dumesnil                                                            | Colón                                                               | -                                                                   | -                                                                   | 2.850                                                               |                                                                     |                                                                     |                                                                     |                                                                     |
| Villa Allende                                                       | Colón                                                               | 27.738                                                              | 27.514                                                              | 21.683                                                              | 16.025                                                              | 11.753                                                              | 11.360                                                              | 5.548                                                               |
| Río Ceballos                                                        | Colón                                                               | 19.688                                                              | 19.133                                                              | 16.632                                                              | 12.802                                                              | 9.603                                                               |                                                                     |                                                                     |
| Unquillo                                                            | Colón                                                               | 18.086                                                              | 17.183                                                              | 15.369                                                              | 11.693                                                              | 7.506                                                               |                                                                     |                                                                     |
| Salsipuedes                                                         | Colón                                                               | 9.612                                                               | 9.003                                                               | 6.411                                                               | 3.492                                                               | 2.189                                                               |                                                                     |                                                                     |
| Salsipuedes                                                         | Colón                                                               | -                                                                   | -                                                                   | 5.543                                                               | 3.492                                                               | 2.189                                                               |                                                                     |                                                                     |
| El Pueblito                                                         | Colón                                                               | -                                                                   | -                                                                   | 868                                                                 |                                                                     |                                                                     |                                                                     |                                                                     |
| Villa El Fachinal - Parque Norte - Guiñazú Norte                    | Colón                                                               | 5.710                                                               | 11.848                                                              | 4.939                                                               | 3.631                                                               | 1.027                                                               |                                                                     |                                                                     |
| Villa El Fachinal                                                   | Colón                                                               | -                                                                   | -                                                                   | 2.226                                                               | S/D                                                                 | S/D                                                                 |                                                                     |                                                                     |
| Parque Norte                                                        | Colón                                                               | -                                                                   | -                                                                   | 1.825                                                               | S/D                                                                 | S/D                                                                 |                                                                     |                                                                     |
| Guiñazú Norte                                                       | Colón                                                               | -                                                                   | -                                                                   | 888                                                                 | 864                                                                 |                                                                     |                                                                     |                                                                     |
| Mendiolaza                                                          | Colón                                                               | 10.271                                                              | 8.161                                                               | 4.204                                                               | 1.536                                                               | 1.181                                                               |                                                                     |                                                                     |
| Saldán                                                              | Colón                                                               | 10.605                                                              | 10.432                                                              | 2.099                                                               | 1.868                                                               | 1.646                                                               |                                                                     |                                                                     |
| La Granja                                                           | Colón                                                               | 2.456                                                               | 2.911                                                               | 1.936                                                               |                                                                     |                                                                     |                                                                     |                                                                     |
| Agua de Oro                                                         | Colón                                                               | 1.918                                                               | 2.061                                                               | 1.553                                                               |                                                                     |                                                                     |                                                                     |                                                                     |
| El Manzano                                                          | Colón                                                               | 892                                                                 | 1.258                                                               | 869                                                                 |                                                                     |                                                                     |                                                                     |                                                                     |
| Canteras El Sauce                                                   | Colón                                                               | 290                                                                 |                                                                     | 289                                                                 |                                                                     |                                                                     |                                                                     |                                                                     |
| Total                                                               |                                                                     | 1.468.842                                                           | 1.447.492                                                           | 1.368.301                                                           | 1.208.554                                                           | 1.004.929                                                           | 792.925                                                             | 591.563                                                             |

El INDEC, a partir del censo 2001, agregó las localidades de La Calera, La Granja y Agua de Oro, mientras que El Pueblito -que era una localidad independiente del Gran Córdoba- pasó a ser parte de Salsipuedes.